# Dnopherula pictipes
Dnopherula pictipes är en insektsart som först beskrevs av Bolívar, I. 1912.  Dnopherula pictipes ingår i släktet Dnopherula och familjen gräshoppor. Inga underarter finns listade i Catalogue of Life.